# دژ اردنکپل
اردنکپل (انگلیسی: Ardencaple Castle) دژی در اسکاتلند است.